# Blonde Vénus
Pour plus de détails, voir Fiche technique et Distribution.
Blonde Vénus (Blonde Venus) est un film américain réalisé par Josef von Sternberg, sorti en 1932. Cinquième film pour le couple Marlene Dietrich / Sternberg après L'Ange bleu, Cœurs brûlés, Agent X 27 et Shanghai Express.

## Synopsis
Helen, une ancienne danseuse de cabaret venue d'Allemagne est mariée à un chimiste américain, Edward Faraday, malheureusement gravement irradié par du radium. Pour gagner de l'argent dans le but de soigner son mari en Europe, Helen retourne sur scène, dans le rôle de « la Vénus blonde », et obtient chaque nuit un vif succès. Elle se sent aussi très attirée par un fringant homme politique : Nick Townsend captivé par la Vénus blonde, qui va lui offrir un soutien financier...

## Fiche technique
- Titre : Blonde Vénus
- Titre original : Blonde Venus
- Réalisation : Josef von Sternberg
- Scénario : Jules Furthman et S. K. Lauren d'après une histoire de Josef von Sternberg et Jules Furthman
- Photographie : Bert Glennon
- Musique (non crédités) : W. Franke Harling, John Leipold, Paul Marquardt et Oscar Potoker
- Montage : Josef von Sternberg
- Direction artistique : Wiard Ihnen
- Costumes : Travis Banton
- Production : Josef von Sternberg
- Société de production : Paramount Pictures
- Pays de production :  États-Unis
- Genre : Drame
- Format : Noir et blanc - 35 mm - 1,37:1 - Son : Mono (Western Electric Noiseless Recording)
- Durée : 93 minutes
- Dates de sortie :
  - États-Unis : 16 septembre 1932
  - France : 25 novembre 1932

## Distribution

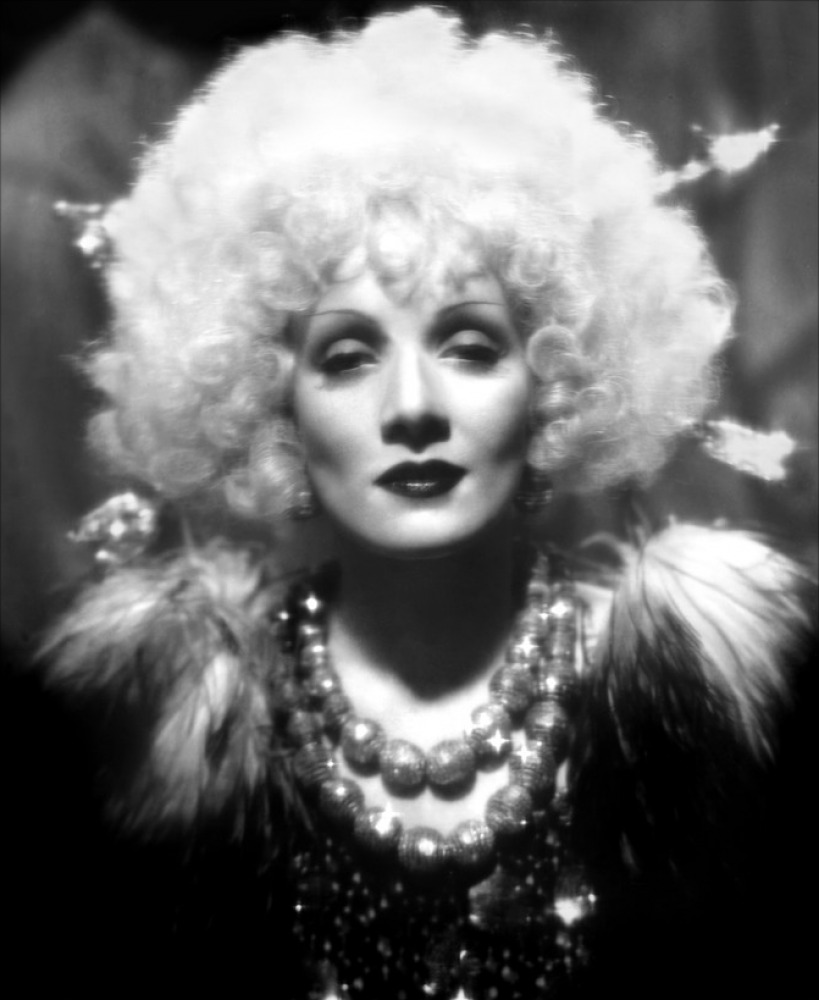
Marlene Dietrich

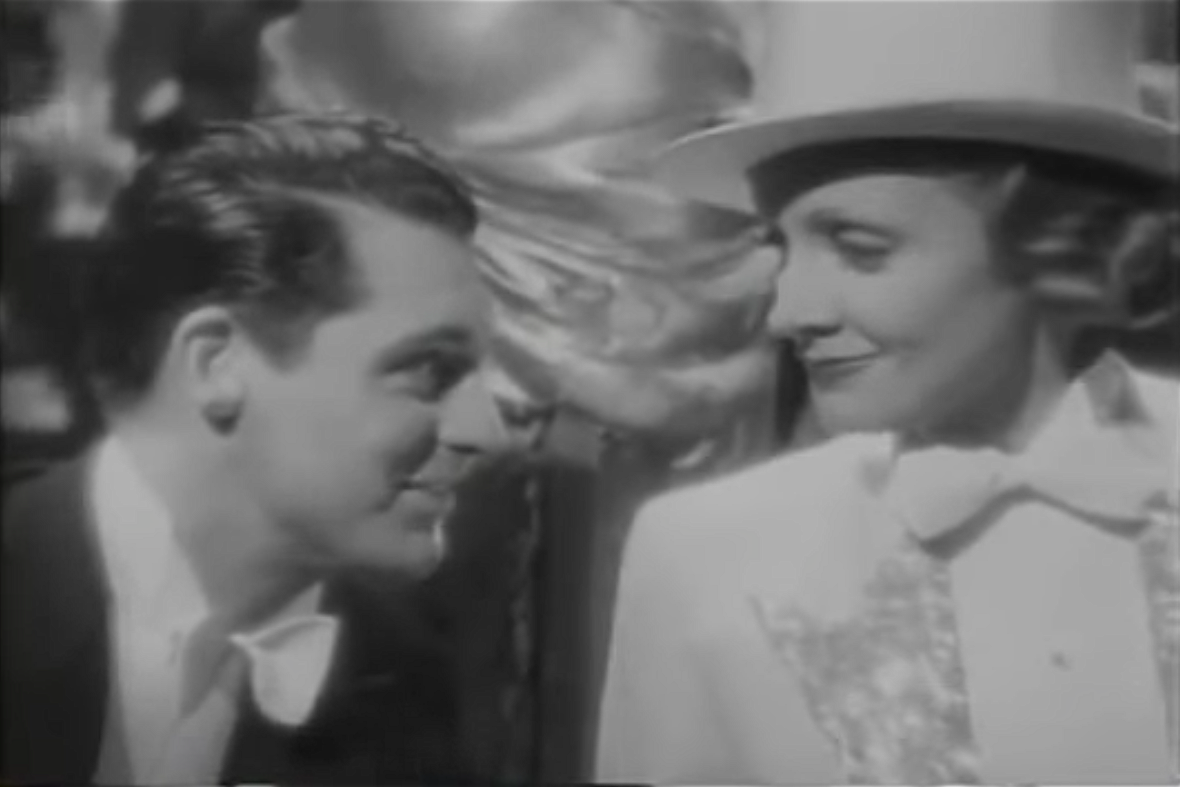
Cary Grant et Marlene Dietrich.

- Marlène Dietrich (VF : Henriette Marion) : Helen Faraday
- Herbert Marshall (VF : Alain-Durthal) : Edward Faraday
- Cary Grant (VF : Paul Lalloz) : Nick Townsend
- Dickie Moore (VF : Pierre Riscaldino) : Johnny Faraday
- Gene Morgan : Ben Smith
- Robert Emmett O'Connor : Dan O'Connor
- Sidney Toler : l'inspecteur Wilson
- Morgan Wallace : Docteur Pierce
- Clarence Muse : Charlie
- Hattie McDaniel : Cora
- Cecil Cunningham : la directrice du Norfolk
- Elsa Janssen : une commère
- Marcelle Corday : la servante d'Helen en France
- Rita La Roy : « Taxi Belle » Hooper
- Larry Steers : le directeur de l'hôtel à Baltimore
- Davison Clark : un barman

## Critiques

### À la sortie du film
Le New York Times : « un excellent exemple des préoccupations de Sternberg en matière de style et de méthode. »

### Rétrospectives
Homer Dickens : « L'action est languissante et le déroulement de l'intrigue pâtit de l'abus de plans montrant des locomotives, des voies ferrées, des scènes qui se situent dans différentes localités que les personnages ne font que traverser. (...) Que Marlène porte une robe d'intérieur, un tablier ou une robe de soirée, sa beauté est toujours mise en valeur. Les numéros musicaux qu'elle exécute sont, chaque fois, l'occasion d'un déploiement de faste et de fantaisie. » 
Thierry de Navacelle : « Blonde Vénus est certainement le film le moins réussi de leur association [Sternberg Dietrich] (...) Certaines scènes sont intéressantes, certaines séquences assez belles, certains plans spectaculaires, certains moments musicaux réussis (notamment celui de Hot Woodoo où Marlène, se débarrassant de son accoutrement de gorille, apparaît plus belle que jamais). Mais le manque d'unité de l'ensemble et surtout son caractère mélodramatique contribuent à en faire un échec financier. »
Jean Tulard : « Le moins bon des films du tandem Sternberg-Dietrich, mais qui offre d'extraordinaires morceaux musicaux, notamment celui où Marlène est revêtue d'une peau de gorille. »
Juliette Michaud : « Son blond afro dans Blonde Vénus, en 1932, est d'une audace inouïe. »

## Autour du film
Pendant la préparation du film, la Paramount refusa la première fin que le réalisateur lui proposait. Sternberg abandonna le projet, et par solidarité, Marlene aussi. Elle fut suspendue par le studio le 29 avril 1932, pour non-respect de son contrat, et remplacée par Tallulah Bankhead.
À ce même moment (entre le 15 et le 30 mai 1932), l'actrice reçut des lettres menaçant d'enlever sa fille, menaces qu'elle prit très au sérieux : le bébé du couple Lindbergh venait d'être enlevé et retrouvé mort le 12 mai. Menaçant de retourner à Berlin où elle se sentait plus « en sécurité », son mentor trouva un arrangement avec le studio et le tournage de Blonde Venus put commencer.
Sternberg écrit dans son autobiographie : « L'histoire de "Blonde Vénus" a été rapidement écrite afin de disposer d'autre chose que des histoires navrantes qu'on me proposait. »
C'est le seul film dans lequel Marlene Dietrich joue le rôle d'une mère de famille. Elle y chante, comme dans L'Ange Bleu et Cœurs brûlés.
Marlene porte dans une scène de ce film un frac blanc, dont les revers blancs également, ne ressortaient pas assez à son goût. Sa fille de huit ans lui suggéra de les faire briller un peu, idée que Dietrich et Sternberg reprirent dans le film.
Marlene chante trois chansons dans ce film : Hot Voodoo et You Little So-and-so de Sam Coslow et Ralph Rainger, et I Couldn't Be Annoyed de Leo Robin et Richard A. Whiting.
Le numéro du gorille est un moment marquant du film, et il va inspirer la chanteuse Madonna lors de sa tournée The Girlie Show World Tour en 1993, au cours de laquelle elle apparaît également vêtue d'une immense perruque blonde afro.
Le film fut un échec retentissant, le premier du duo artistique, peut-être parce que Dietrich y joue une femme d'intérieur. Son film suivant ne se fera d'ailleurs pas avec Sternberg, mais avec Rouben Mamoulian (Le Cantique des cantiques).
Cary Grant joue ici dans l'un de ses premiers films.
L'affiche du film, sur laquelle Marlene Dietrich pose de face le visage levé vers la lumière sur un fond noir, inspirera notamment David Bowie pour la pochette de son quatrième album (Hunky Dory, 1971) ou encore Freddie Mercury pour celle du second album de Queen (Queen II, 1974).